# Arnaldo De Valles
Arnaldo De Valles (Villafranca di Verona, 19 agosto 1887 – Verona, 18 novembre 1964) è stato un giurista e avvocato italiano.

## Biografia
Nato del 1887 nei pressi di Villafranca di Verona da una famiglia di origine triestina, si trasferì in gioventù a Verona, dove visse la prima giovinezza e parte della vecchiaia.
Mancano chiare indicazioni biografiche sulla sua formazione giuridica. Fu comunque vicino agli studiosi che, nel primo Novecento, elaborarono una teorizzazione del diritto amministrativo nel solco dell'insegnamento di Vittorio Emanuele Orlando.
Fu avvocato professore ordinario di diritto amministrativo nelle Università di Urbino, Camerino, Macerata e Pavia.
Libero docente dal 1917, fu docente di diritto costituzionale, diritto coloniale, diritto corporativo e diritto amministrativo, dedicando la sua attività di ricerca soprattutto a quest'ultima materia.
La sua carriera accademica è legata principalmente alle Università di Macerata (dover operò dal 1925 al 1931, e di cui fu anche Rettore) e di Pavia, dove insegnò dal 1932 al pensionamento.
Esercitò la professione di avvocato a Milano. Fu Presidente della sezione lombarda del Centro Italiano Studi Amministrativi (C.I.S.A.).
Morì nel 1964.

## Opere principali
Fu autore numerose pubblicazioni, principalmente in diritto amministrativo, in un periodo compreso fra il 1910 ed il 1964: i contributi di De Valles spaziarono dallo studio dell'organizzazione a quello dell'attività amministrativa, senza trascurare questioni inerenti alla giustizia amministrativa ed al rapporto di pubblico impiego, diritto della previdenza sociale e diritto tributario.
Fra essi spicca la monografia "La validità degli atti amministrativi" (1916, rist. 1986), alla quale si deve una prima fondamentale impostazione del regime giuridico dell'atto amministrativo. Si deve a De Valles un primo tentativo di individuare i requisiti dell'atto (competenza; volontà; contenuto) ed il connesso regime giuridici, con specifico riferimento alla stato di invalidità, alle caratteristiche dell'esecutorietà, alle reazioni apprestate dall'ordinamento nei confronti dell'atto esecutorio invalido.
Negli anni della maturità, De Valles approfondì soprattutto lo studio dell'organizzazione amministrativa, anche in rapporto all'intervento pubblico nell'economia: spiccano il saggio su "I servizi pubblici" pubblicato nel VI volume del Trattato Orlando (1924); i due volumi su "Teoria giuridica dell'organizzazione dello Stato" (1931; 1936).
Non mancò inoltre di approfondire i rapporti fra diritto amministrativo e scienza dell'amministrazione, come sintetizzato nel tardo saggio "Il problema teorico e didattico delle scienze amministrative" (1956).
Fu inoltre autore di un manuale di "Elementi di diritto amministrativo" (I ed. 1937; II ed. 1951; III ed. 1956).